# Special Treatments
«Special Treatments» —en español: «Tratamientos especiales»— es el segundo episodio de la tercera temporada de la serie de televisión de antología y comedia dramática estadounidense The White Lotus. Es el episodio número 15 de la serie y fue escrito y dirigido por el creador de la serie Mike White. Se emitió originalmente en HBO el 23 de febrero de 2025, y también se estrenó el mismo día en Max.
La serie sigue a los huéspedes y empleados de la ficticia cadena de resorts White Lotus. La temporada está ambientada en Tailandia y sigue a los nuevos huéspedes, entre los que se encuentran Rick Hatchett y su joven novia Chelsea; Timothy Ratliff, su esposa Victoria y sus hijos Saxon, Piper y Lochlan; Jaclyn Lemon y sus amigas Kate y Laurie; y la empleada de White Lotus Hawaii Belinda. En el episodio, las invitadas participan en numerosos programas de bienestar. Se explora la amistad entre Jaclyn, Kate y Laurie, mientras que la situación de Timothy empeora.
Según Nielsen Media Research, el episodio fue visto por 0.687 millones de telespectadores y obtuvo una cuota de audiencia de 0.16 entre los adultos de 18 a 49 años. El episodio recibió críticas positivas de los críticos, que alabaron las actuaciones y la fotografía del episodio, aunque hubo reacciones mixtas hacia el ritmo del episodio. El episodio recibió críticas positivas de los críticos, que alabaron las actuaciones, el desarrollo de los personajes y los temas.

## Argumento
Jaclyn (Michelle Monaghan) y Kate (Leslie Bibb) continúan su conversación hasta altas horas de la noche  y hablan de Laurie (Carrie Coon). Kate menciona que ella ha pasado por un agrio divorcio y que, como principal fuente de ingresos del hogar, ahora debe pagar una pensión alimenticia. También menciona que Ellie, la hija de Laurie, ha sido expulsada de dos escuelas por comportamiento violento, lo que Kate atribuye a que creció en Nueva York. Jaclyn dice que no consiguió el ascenso que esperaba para ser socia de su bufete de abogados. Kate cree que esto podría explicar la actitud «derrotada» de Laurie. De repente, una borracha Laurie aparece golpeando ruidosamente la puerta,  asustando a Jaclyn y Kate, antes de coger el cargador de su teléfono en su bolso.
A la mañana siguiente, Kate se encuentra con los Ratliff y reconoce a Victoria (Parker Posey), que estuvo presente en el baby shower de una amiga común en Austin, Texas diez años antes. Victoria la reconoce, pero actúa con frialdad hacia Kate. Cuando Saxon (Patrick Schwarzenegger) señala que la amiga de Kate es una actriz famosa, Victoria no se deja impresionar, diciendo que las actrices son básicamente prostitutas.
Los invitados se someten a varios programas de bienestar, con Chelsea (Aimee Lou Wood) obligando a Rick (Walton Goggins) a participar en uno sobre el estrés. Chelsea también le dice a Rick que ha acordado cenar con Chloe (Charlotte Le Bon) y su novio más tarde, disgustándole. Durante su sesión, Rick le cuenta a la terapeuta de meditación Amrita (Shalini Peiris) que su madre era una drogadicta que murió cuando él tenía 10 años, y que su padre fue asesinado antes de que él naciera. Le cuenta que normalmente se automedica con cannabis para combatir el estrés, pero no cuando viaja.
Gaitok (Tayme Thapthimthong) convence a Mook (Lisa) para que almuerce con él. Él le confiesa lo que siente por ella, pero ella lo rechaza amablemente. Mientras se relajan, Lochlan (Sam Nivola]le cuenta a Piper (Sarah Catherine Hook) que Saxon se ha burlado de su falta de vida sexual, molestándola; luego la ofende aún más al preguntarle si es verdad. Chelsea va de compras con Chloe a la boutique de ropa y joyas del hotel. Valentin distrae a Gaitok mientras sale del aparcamiento en su moto, permitiendo que un todoterreno pase la barrera. Un hombre enmascarado entra entonces en la tienda y roba joyas con un arma, aterrorizando a Chelsea. Gaitok intenta impedir que el hombre escape en el todoterreno, pero es golpeado en la cabeza con la culata del arma.
Junto con acróbatas y bailarines, una banda formada por varios empleados de White Lotus actúa mientras los invitados cenan esa noche, y la propietaria Sritala demuestra ser una muy buena cantante. Rick y Chelsea cenan con Chloe y su novio, Greg (Jon Gries). Greg, a quien Chloe presenta como «Gary», no se sincera sobre su pasado y se limita a decir que está jubilado; Rick se muestra igual de reservado. Chloe, que es de Quebec, se ofende cuando Greg la describe como francesa. Belinda (Natasha Rothwell) ve a Greg y parece reconocerlo. Chloe les dice que conoció a Greg a través de un servicio de búsqueda de pareja en Dubai; Rick la identifica inmediatamente como prostituta. Más tarde, Rick le dice a Chelsea que se marchará a Bangkok durante unos días, sin explicar el motivo del viaje.
A solas en su habitación, Kate y Laurie comienzan a hablar de Jaclyn, considerándola una narcisista que, a pesar de afirmar tener un matrimonio amoroso, no pasa mucho tiempo con su esposo. Jaclyn, que está en la habitación de al lado, escucha al menos parte de la conversación. Timothy (Jason Isaacs) finalmente recibe una llamada de Kenneth (Ke Huy Quan), que está paranoico porque las autoridades le están investigando a fondo. Kenneth también explica que las autoridades tienen pleno acceso a todos sus documentos, que también implican a Timothy. Tras no conseguir contactar con un abogado, un agitado Timothy regresa con su familia, inseguro de su futuro.

## Producción

### Desarrollo
El episodio fue escrito y dirigido por el creador de la serie Mike White. Este fue el decimoquinto crédito de White como guionista y director de la serie.

### Escritura
En cuanto a la amistad entre Jaclyn, Kate y Laurie, Mike White explicó: «Recuerdo que ha habido ocasiones en las que he estado de vacaciones, y veías a amigas juntas, y te quedabas en plan: 'No me entero de lo que está pasando...'. Y entonces una se iba y las otras dos empezaban a hablar. Están triangulando de alguna manera. Y hay algo de eso en los primeros episodios. Pero es esta sensación de igualdad y luego centrarse en las diferencias, y cómo tienes que justificar tu vida a ciertos tipos de personas que tienen esa historia contigo».
Aimee Lou Wood explicando la escena del robo dice: «Mientras ocurría el robo, Chelsea pensó que esto podría hacer que Rick la cuidara. Ella ve esas cosas que dan miedo, pero él podría retenerla porque ella pasó por algo y consiguió que le pagaran la habitación. Su misión es tan clara en la vida, y es Rick. Es muy divertido interpretar eso, porque la hace bastante intrépida».
Preguntada por el hecho de que Mook descartara los sentimientos de Gaitok, Lalisa Manobal dijo: «Creo que Mook se quedó un poco sorprendida... porque creo que nunca pensó que acabarían en esta situación. Así que está un poco conmocionada, pero al mismo tiempo siente que puede haber una posibilidad de que ella también sienta algo por Gaitok. [Ella es como] 'Nunca hemos tenido una cita antes, ¿sabes lo que es una cita?' Y entonces todo empieza a suceder después de eso».

### Casting
Ke Huy Quan tiene un cameo de voz no acreditado en el episodio, poniendo voz al personaje de Kenneth Nguyen.

## Recepción

### Audiencia
En su emisión original en Estados Unidos, «Special Treatments» fue visto por 0.687 millones de telespectadores, con un 0.16 en la franja demográfica 18-49. Esto supuso un aumento del 63% respecto al episodio anterior, que fue visto por 0.420 millones de espectadores en hogares con un 0.06 en la franja demográfica de 18-49.

### Respuesta de la crítica
«Special Treatments» recibió críticas positivas de los críticos. En el sitio web de agregadores de reseñas Rotten Tomatoes, el 100% de las 7 reseñas de los críticos son positivas, con una calificación promedio de 7.5/10.
Manuel Betancourt, de The A.V. Club, le dio al episodio una «B» y escribió: «Resorts como éste bordean la línea que separa el exotismo de la autenticidad, del mismo modo que la propia cámara de White enhebra esa misma línea, acercándose a ella desde una visión decididamente cínica de estos personajes y de lo que esperan encontrar aquí».
Alan Sepinwall de Rolling Stone escribió: «Así que, sí, Victoria se siente superior a cualquiera que conozca, pero no es de extrañar que haya mucho de eso en el hotel y en "Special Treatments". Aparte de la incómoda reunión entre Victoria y Kate, más el error de Gaitok que pone a Chelsea en peligro, los distintos grupos de personajes están bastante aislados unos de otros esta semana». Proma Khosla de IndieWire, le dio al episodio una «A-» y escribió: «El episodio 2 ahonda en las grietas, no necesariamente en la relación en sí, sino en el equipaje que conlleva estar tan cerca de otra persona. Chelsea conoce a Rick lo suficiente como para saber que está muy unido y que es "víctima de sus propias decisiones", pero hasta ahora, Rick sigue siendo reticente a compartir más cosas con Chelsea».
Amanda Whiting de Vulture le dio al episodio una calificación de 3 estrellas de 5 y escribió: «Esta temporada es menos divertida que las anteriores de The White Lotus, y es natural. Gran parte del humor no procedía de la extravagancia de la serie, sino de su franqueza, que ahora es menos hilarante de lo que esperamos. Pero esta temporada también es más oscura. Sus personajes han llegado al White Lotus no sólo con cargas personales, sino también con secretos». Erik Kain de Forbes, escribió: «No pasa mucho en una hora, pero pasa mucho... si sabes a lo que me refiero. Tanto desarrollo de personajes. Tantas pequeñas infiltraciones en las vidas y relaciones de cada una de estas personas. Es fascinante. Y Dios mío, las tomas son tan hermosas».
Noel Murray de The New York Times, escribió: «Hay músicos, bailarines y acróbatas que amenizan las comidas, y estallidos de llamas que surgen de la comida preparada en la mesa. Los personajes, por su parte, están todavía con el jet-lag y haciendo frente al choque cultural, por no hablar de que están un poco achispados. Todo es tan abrumador y surrealista que incluso un repentino estallido de violencia parece un sueño». Brady Langmann de Esquire escribió: «Con toda seriedad -aunque en realidad soy tan serio como el trasero desnudo de Patrick Schwarzenegger — el episodio 2 presenta algunos sospechosos más tradicionales detrás del inevitable asesinato de esta temporada. Recordemos que el episodio 1 da a entender que hay un asesino suelto. Disparan múltiples balas, lo que significa que puede que acabemos con múltiples cadáveres al final de la tercera temporada».
Yvonne Villareal de Los Angeles Times, escribió: «La incómoda interacción entre Kate y Victoria durante el desayuno fue brillante. Kate intenta entablar una conversación trivial diciendo que se conocieron el fin de semana en la fiesta del bebé de una amiga común y Victoria no muestra ningún interés en entablar conversación con ella». Helena Hunt de The Ringer, escribió: «En un año que comenzó con una película que compara al hombre con un chimpancé, no es difícil llegar a la conclusión de que, después de todo, puede que no seamos tan diferentes de nuestros hermanos simios. Puede que los huéspedes se acerquen más a su lado espiritual durante su estancia, pero parece más probable que empiecen a comportarse más como animales mientras se disputan unos a otros el estatus, el sexo y la supervivencia».